# Lange Brug (Ouderkerk aan de Amstel)
De Lange Brug is een smalle dubbele ophaalbrug die in Ouderkerk aan de Amstel over de Amstel lag en in 1937 overgeplaatst is naar het Nederlands Openluchtmuseum in Arnhem.
De brug maakte onderdeel uit van de doorgaande route tussen Diemen, Bijlmermeer, Ouderkerk en Amstelveen en verbond de Brugstraat in Ouder-Amstel met de Amstelzijde (Buurt over Ouderkerk) in het tot Nieuwer-Amstel behorende deel van Ouderkerk.

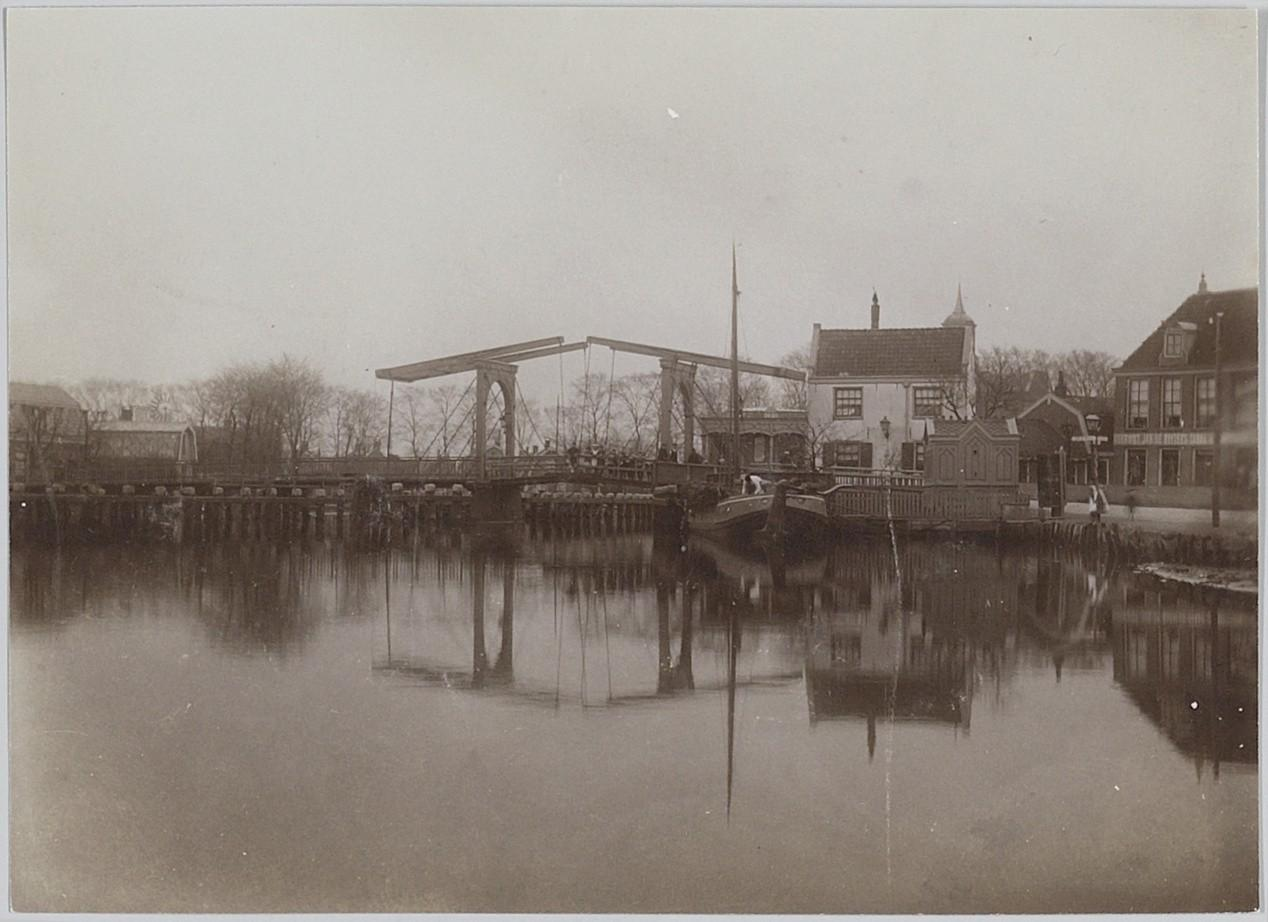
De Lange Brug nog op zijn oorspronkelijke plek, gezien naar het zuiden. Rechts ervan het nog bestaande brugwachtershuisje; circa 1905.

Vanaf 1356 lag er in Ouderkerk een brug over de Amstel, maar tussen 1531 en 1613 was de brug door achterstallig onderhoud weer verdwenen en vervangen door een veerbootje. Daarna verschenen in de loop der jaren weer verschillende bruggen waar ook tol werd geheven. De laatste brug was uitgevoerd als dubbele ophaalbrug met lange opritten.
In 1939 werd de huidige brug in de Burgemeester Stramanweg in gebruik genomen als onderdeel van de provinciale weg, die enkele honderden meters noordelijker ligt. De oude brug werd hierdoor voor het doorgaande verkeer overbodig en werd afgebroken en overgedragen aan het Nederlands Openluchtmuseum in Arnhem waar de brug werd herbouwd en in 1939 werd geplaatst in de "Zaanse buurt".
Ter compensatie kwam voor het plaatselijke verkeer op de plaats van de brug weer een fiets- en voetveer, het huidige Jan Coevertveer dat sinds de jaren zeventig alleen nog op zondagmiddag (en feestdagen) van april tot en met september vaart.
De naam van de Brugstraat, die nu vanuit de Dorpsstraat dood loopt op de Amstel en niet meer naar een brug loopt, en het oude witte brugwachtershuisje aan de Amstelzijde herinneren nog aan de brug.

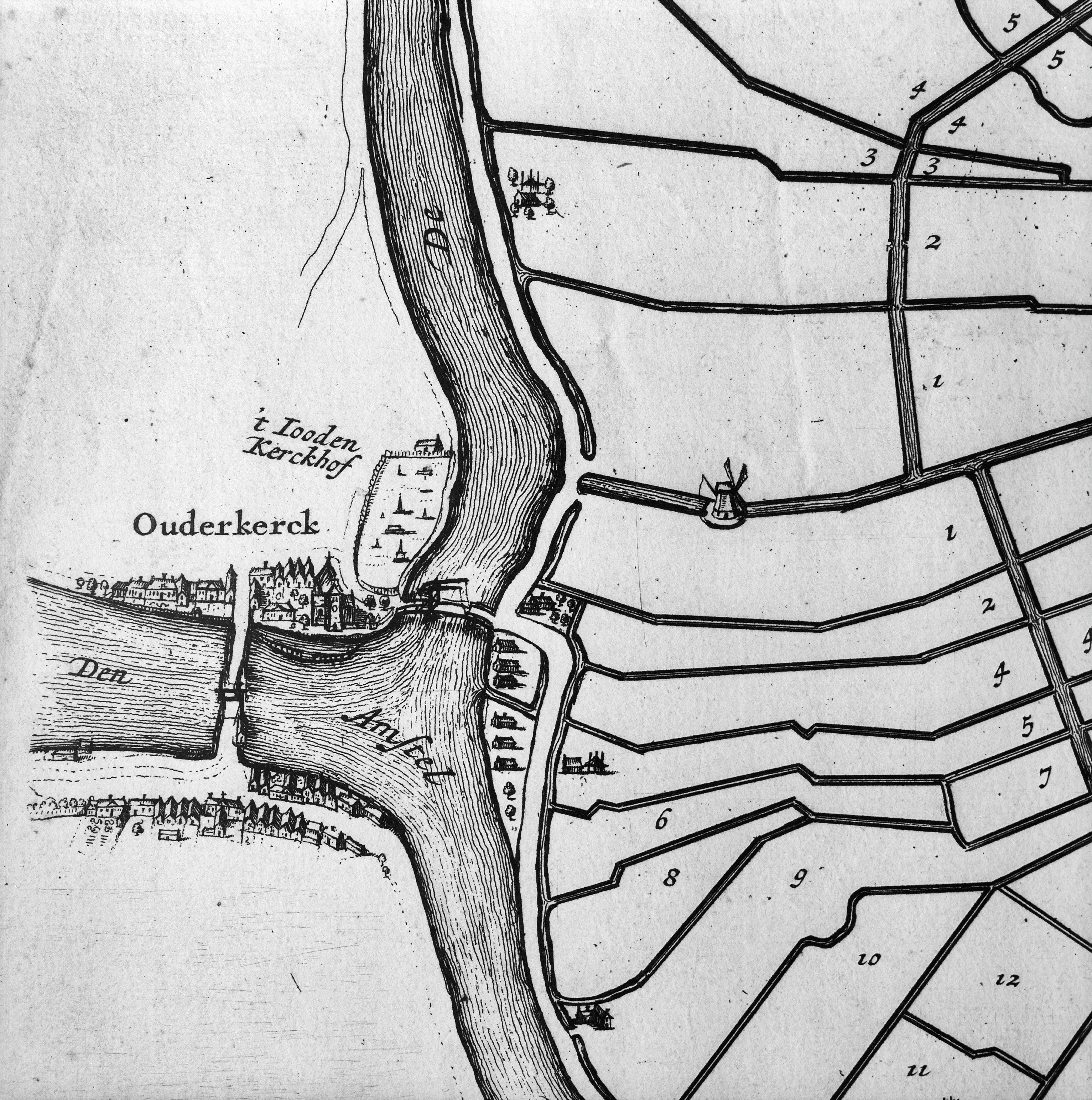
Kaart uit de 17e eeuw van Ouderkerk met bruggen, links de toenmalige brug over de Amstel.
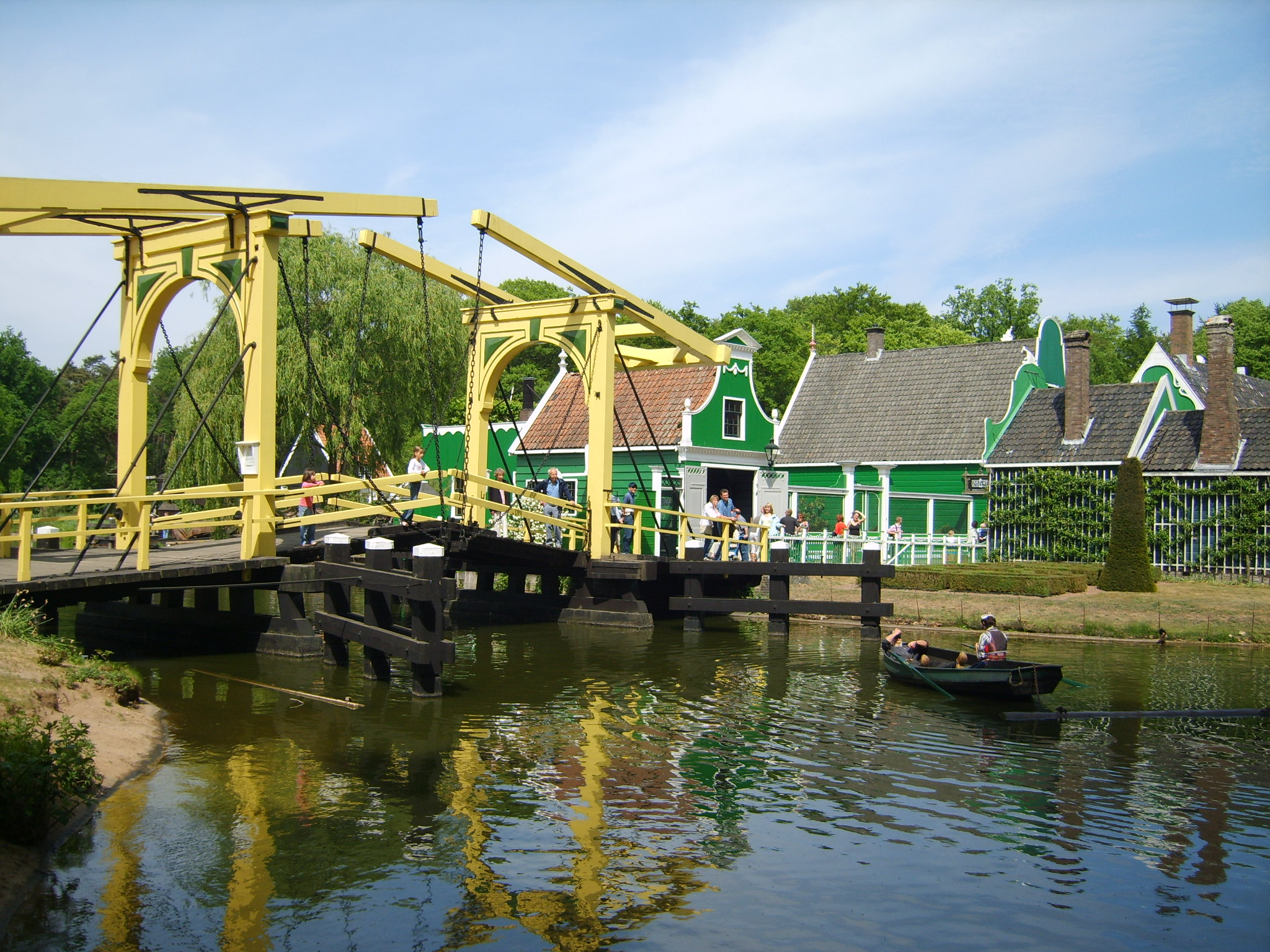
De brug op de huidige plek in het Openluchtmuseum te Arnhem.
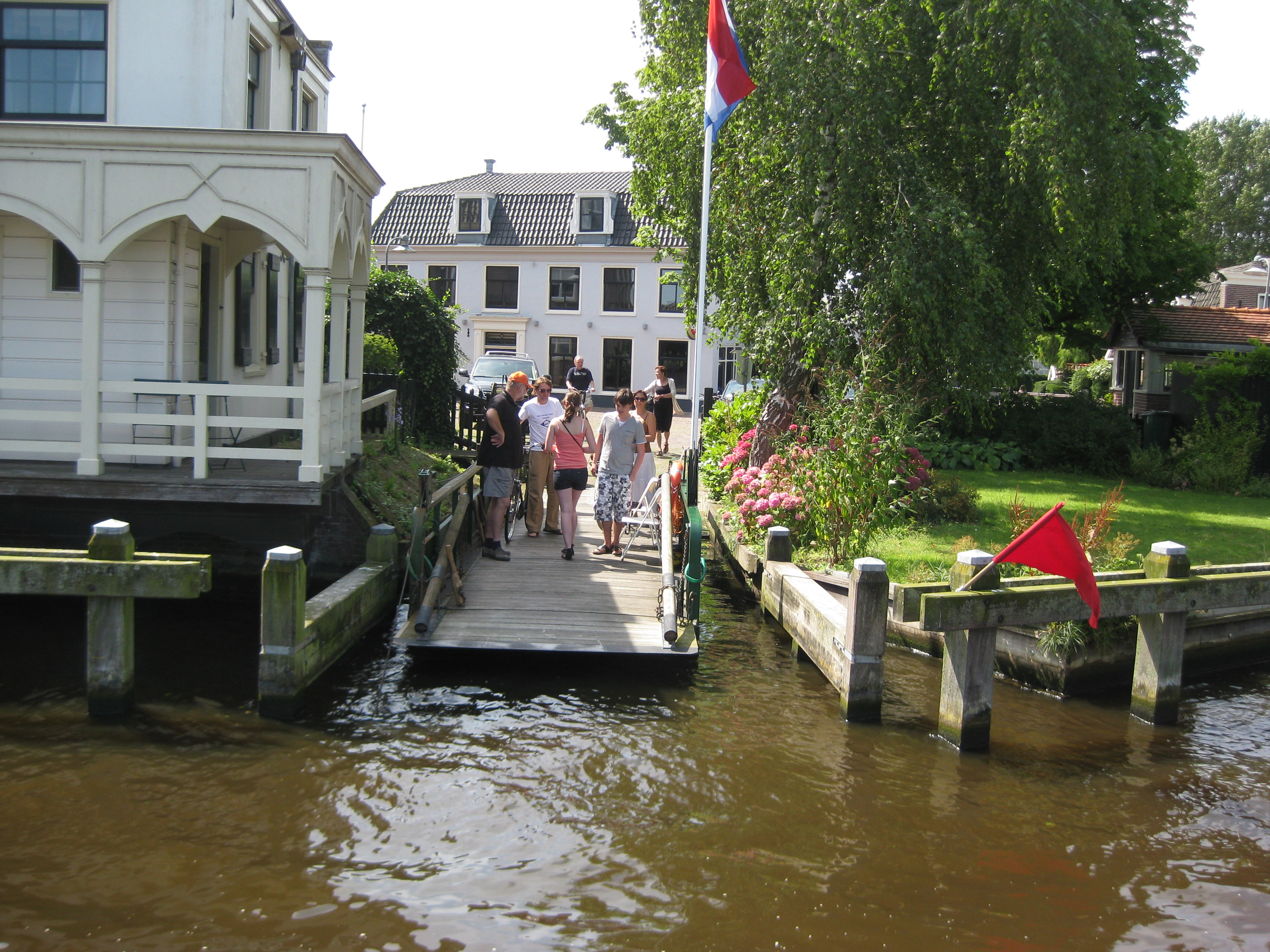
Zicht op Amstelzijde waar de brug lag met links het brugwachtershuisje, in het midden het Jan Coevertveer.